# Slavica Đukić Dejanović
Slavica Đukić Dejanović, född 4 juli 1951 i Rača, är en serbisk politiker som var tillförordnad president i Serbien mellan den 5 april till 31 maj 2012.